# مانفريد بيرلينر
مانفريد بيرلينر (بالألمانية: Manfred Berliner)‏ هو مدرس ألماني، ولد في 1853 في هانوفر في ألمانيا، وتوفي في 1931.